# Trương Thị Mai
Trương Thị Mai (sinh ngày 23 tháng 1 năm 1958) từng là nhà lãnh đạo Đảng, Nhà nước, nữ chính trị gia người Việt Nam. Bà nguyên là Ủy viên Bộ Chính trị khóa XIII, Bí thư Trung ương Đảng, Thường trực Ban Bí thư Trung ương Đảng Cộng sản Việt Nam, Trưởng ban Tổ chức Trung ương, Trưởng Tiểu ban Bảo vệ Chính trị Nội bộ Trung ương Đảng Cộng sản Việt Nam, Phó Trưởng Ban Chỉ đạo Trung ương về phòng, chống tham nhũng, tiêu cực, Đại biểu Quốc hội Việt Nam khóa XV.
Trương Thị Mai là Đảng viên Đảng Cộng sản Việt Nam, học vị Cử nhân Lịch sử, Cử nhân Luật, Thạc sĩ Hành chính công, Cao cấp lý luận chính trị. Bà là Đại biểu Quốc hội Việt Nam từ 1997 - 2024, là nữ Chủ tịch Hội Liên hiệp Thanh niên Việt Nam đầu tiên. Từ năm 2021, bà là Trưởng ban Tổ chức Trung ương Đảng Cộng sản Việt Nam sau khi ông Phạm Minh Chính giữ chức Thủ tướng. Năm 2023, bà trở thành nữ Thường trực Ban Bí thư Trung ương Đảng Cộng sản Việt Nam đầu tiên sau khi ông Võ Văn Thưởng giữ chức Chủ tịch nước.

## Xuất thân và giáo dục
Xuất thân
Trương Thị Mai sinh ngày 23 tháng 1 năm 1958, quê quán xã Hiền Ninh, huyện Quảng Ninh, tỉnh Quảng Bình, nước Việt Nam Dân chủ Cộng hòa. Bà cùng gia đình đã chuyển vào thành phố Đà Lạt của tỉnh Lâm Đồng từ nhỏ và lớn lên ở vùng đất này.
Giáo dục
Khi là thanh niên, bà theo học và tốt nghiệp bằng Cử nhân Lịch sử tại Trường Cao đẳng Sư phạm Đà Lạt. Sau đó là Giáo viên thực hành, Trường Cao đẳng Sư phạm Đà Lạt, Ủy viên Thường vụ Đoàn trường Cao đẳng Sư phạm Đà Lạt. Trong những năm công tác, bà theo học Học viện Hành chính Quốc Gia (Việt Nam) tại thủ đô Hà Nội và trở thành Thạc sĩ chuyên ngành Quản lý Hành chính công; ngoài ra còn học tập và nhận bằng Cử nhân Luật học tại Trường Đại học Luật - Đại học Quốc gia Hà Nội. Ngày 11 tháng 10 năm 1985, bà được kết nạp Đảng Cộng sản Việt Nam, trở thành đảng viên chính thức vào ngày 11 tháng 10 năm 1986. Trong quá trình hoạt động Đảng và Nhà nước, bà theo học các khóa tại Học viện Chính trị Quốc gia Hồ Chí Minh, nhận bằng Cao cấp Lý luận chính trị.

## Sự nghiệp

### Thanh niên Việt Nam

#### Trung ương Đoàn
Trương Thị Mai có nhiều năm trong sự nghiệp của mình công tác ở các cơ quan thanh niên thuộc tổ chức chính trị – xã hội Đoàn Thanh niên Cộng sản Hồ Chí Minh. Từ ngày 15 đến 18 tháng 10 năm 1992, tại Hà Nội, diễn ra Đại hội đại biểu toàn quốc Đoàn Thanh niên, bầu bà chức vụ Bí thư Ban Chấp hành Trung ương Đoàn Thanh niên Cộng sản Hồ Chí Minh khóa VI (1992 – 1997). Đến Đại hội khóa VII năm 1997, bà tiếp tục được bầu làm Bí thư Trung ương Đoàn. Cùng năm, bà được bổ nhiệm làm Phó Chủ tịch kiêm Tổng thư ký Trung ương Hội Liên hiệp Thanh niên Việt Nam, đồng thời công tác ở Trung ương Đoàn Thanh niên và Trung ương Hội Liên hiệp Thanh niên.
Tháng 7 năm 2001, Hội nghị Trung ương Đoàn quyết định bầu Trương Thị Mai giữ chức Bí thư Thường trực Ban Chấp hành Trung ương Đoàn Thanh niên Cộng sản Hồ Chí Minh, phụ trách công tác thường nhật của Ban Bí thư Trung ương Đoàn. Bà công tác Trung ương Đoàn 10 năm, từ 1992 cho đến tháng 12 năm 2002, phối hợp cùng các Bí thư thứ nhất là Vũ Trọng Kim và Hoàng Bình Quân.

#### Hội Liên hiệp Thanh niên
Cuối năm 1997, tại hội nghị Uỷ ban Trung ương Hội Liên hiệp Thanh niên Việt Nam, Trương Thị Mai, Bí thư Trung ương Đoàn được hiệp thương chọn cử làm Chủ tịch Hội Liên hiệp Thanh niên, kế nhiệm Hồ Đức Việt. Đến tháng 3 năm 1998, bà chính thức được bầu làm Chủ tịch Hội Liên hiệp Thanh niên, trở thành nữ Chủ tịch đầu tiên của Hội Liên hiệp Thanh niên Việt Nam. Tại Đại hội Hội Liên hiệp Thanh niên vào tháng 1 năm 2000, bà tiếp tục được bầu làm Chủ tịch hội khóa IV. Trương Thị Mai đảm nhiệm vị trí Chủ tịch Hội Liên hiệp Thanh niên Việt Nam giai đoạn 1998 – 2003, được miễn nhiệm tại kỳ họp Uỷ ban Trung ương Hội ngày 15 tháng 2 năm 2003, đã hiệp thương chọn cử Hoàng Bình Quân, Uỷ viên Ban Chấp hành Trung ương Đảng Cộng sản Việt Nam khóa IX, Bí thư thứ nhất Trung ương Đoàn kế nhiệm. Trong thời kỳ lãnh đạo Hội Liên hiệp Thanh niên, Trương Thị Mai chỉ huy các cuộc vận động: Học tập, sáng tạo vượt bậc vì sự nghiệp công nghiệp hoá, hiện đại hoá đất nước, Giúp nhau lập nghiệp vì dân giàu, nước mạnh, Thanh niên tình nguyện vì cuộc sống cộng đồng, Vì chủ quyền Tổ quốc, vì cuộc sống bình yên và Xây dựng nếp sống văn minh đậm đà bản sắc dân tộc.

### Quốc hội

#### Đại biểu
Trương Thị Mai là Đại biểu Quốc hội Việt Nam từ năm 1997 cho đến 2021, lần lượt qua các khóa X, XI, XII, XIII và XIV. Năm 1997, bà được bầu làm Đại biểu Quốc hội thuộc Đoàn Đại biểu tỉnh Cà Mau, đồng thời giữ vị trí Uỷ viên Ủy ban Pháp luật của Quốc hội trong khóa X (1997 – 2002). Đến năm 2002, bà là Đại biểu Quốc hội Việt Nam khóa XI thuộc Đoàn Đại biểu tỉnh Trà Vinh, giai đoạn 2002 – 2007. Năm 2007 bà là tiếp tục là Đại biểu Quốc hội, trúng cử ở Bình Phước, thuộc Đoàn Đại biểu Quốc hội tỉnh Bình Phước khóa XII nhiệm kỳ 2007 – 2011. Trong hai khóa XIII và XIV từ năm 2011 đến 2021, bà là Đại biểu Quốc hội khóa thuộc Đoàn Đại biểu Quốc hội tỉnh Lâm Đồng. Ngày 22 tháng 5 năm 2016, bà trúng cử Đại biểu Quốc hội ở đơn vị bầu cử số 02 gồm các huyện: Lâm Hà, Đam Rông và Di Linh, được 194.275 phiếu, đạt tỷ lệ 79,93% số phiếu hợp lệ.
Trương Thị Mai là Đại biểu Quốc hội trong nhiều năm, bà nhận được sự tín nhiệm cao ở các đại biểu nhiều khóa. Tháng 11 năm 2014, trong lần lấy phiếu tín nhiệm thứ hai, bà là người nhận số phiếu tín nhiệm cao, cao thứ ba, sau Chủ tịch Quốc hội Nguyễn Thị Kim Ngân và Chủ tịch nước Trương Tấn Sang.

#### Công tác Quốc hội
Năm 2002, Quốc hội khóa XI đã bầu Trương Thị Mai giữ chức Phó Chủ nhiệm Ủy ban Văn hoá, Giáo dục, Thanh niên, Thiếu niên và Nhi đồng của Quốc hội kiêm nhiệm Thư ký kỳ họp Quốc hội. Bà công tác cùng Chủ nhiệm Trần Thị Tâm Đan. Ngày 24 tháng 4 năm 2006, tại Đại hội đại biểu toàn quốc Đảng Cộng sản lần thứ X, bà được bầu làm Ủy viên Ban Chấp hành Trung ương Đảng Cộng sản Việt Nam khóa X, chuẩn bị cho việc phân công công tác ở Quốc hội nhiệm kỳ kế tiếp.
Ngày 20 tháng 5 năm 2007, sau kỳ họp thứ nhất của Quốc hội khóa XII, Trương Thị Mai được bầu làm Ủy viên Ủy ban thường vụ Quốc hội, Chủ nhiệm Ủy ban Về các vấn đề xã hội của Quốc hội. Đến ngày 18 tháng 1 năm 2011, tại Đại hội Đảng Cộng sản Việt Nam XI, bà được bầu làm Ủy viên Ban Chấp hành Trung ương Đảng Cộng sản Việt Nam khóa XI nhiệm kì 2011 – 2016, tiếp tục là Ủy viên Ủy ban thường vụ Quốc hội, đảm nhiệm chức vụ Chủ nhiệm Ủy ban Về các vấn đề xã hội của Quốc hội khóa XIII.

### Trung ương Đảng
Ngày 26 tháng 1 năm 2016, Tại Đại hội đại biểu toàn quốc lần thứ XII của Đảng, Trương Thị Mai được bầu làm Ủy viên Ban Chấp hành Trung ương Đảng Cộng sản Việt Nam khóa XII. Ngày 27 tháng 1 năm 2016, bà được Ban Chấp hành Trung ương khóa XII bầu vào Bộ Chính trị Trung ương. Ngày 04 tháng 2 năm 2016, Bộ Chính trị phân công bà tham gia Ban Bí thư Trung ương Đảng Cộng sản Việt Nam, giữ chức Trưởng Ban Dân vận Trung ương Đảng Cộng sản Việt Nam.
Tháng 4 năm 2016, bà được Bộ Chính trị chỉ định tham gia Ủy viên Đoàn Chủ tịch Ủy ban Trung ương Mặt trận Tổ quốc Việt Nam. Đến 24 tháng 5 năm 2017, Trương Thị Mai giữ chức Chủ tịch Hội Hữu nghị Việt Nam – Cuba khóa IV (nhiệm kỳ 2013 – 2018), kế nhiệm Nguyễn Thị Kim Ngân.
Đến ngày 30 tháng 1 năm 2021, tại Đại hội Đại biểu toàn quốc Đảng Cộng sản Việt Nam khóa XIII, bà được bầu làm Ủy viên chính thức Ban Chấp hành Trung ương Đảng Cộng sản Việt Nam khoá XIII. Ngày 31, tại phiên họp đầu tiên của Trung ương Đảng khóa XIII, bà được bầu làm Ủy viên Bộ Chính trị Ban Chấp hành Trung ương Đảng Cộng sản Việt Nam khóa XIII.
Ngày 08 tháng 4 năm 2021, tại Quyết định số 45-QĐNS/TW của Bộ Chính trị, phân công Trương Thị Mai, Ủy viên Bộ Chính trị giữ chức Trưởng Ban Tổ chức Trung ương, Trưởng Tiểu ban Bảo vệ Chính trị Nội bộ Trung ương Đảng Cộng sản Việt Nam, kế nhiệm Phạm Minh Chính, trở thành nữ lãnh đạo nhân sự trung ương đầu tiên trong lịch sử chính trị Việt Nam.
Ngày 23 tháng 11 năm 2021, tại Quyết định số 378-QĐNS/TW, Bộ Chính trị quyết định phân công bà Trương Thị Mai, Ủy viên Bộ Chính trị, Bí thư Trung ương Đảng, Trưởng ban Tổ chức Trung ương, Ủy viên Ban Chỉ đạo Trung ương về phòng, chống tham nhũng, tiêu cực kiêm giữ chức Phó trưởng Ban Chỉ đạo Trung ương về phòng, chống tham nhũng, tiêu cực.

#### Thường trực Ban Bí thư
Ngày 06 tháng 03 năm 2023, tại Trụ sở Trung ương Đảng, Tổng Bí thư Nguyễn Phú Trọng đã trao Quyết định số 789-QĐNS/TW của Bộ Chính trị phân công đồng chí Trương Thị Mai, Ủy viên Bộ Chính trị, Bí thư Trung ương Đảng, Trưởng Ban Tổ chức Trung ương giữ chức Thường trực Ban Bí thư khóa XIII, Trưởng Ban Tổ chức Trung ương. Bà là nữ Thường trực Ban Bí thư đầu tiên trong số 21 người giữ chức danh Thường trực Ban Bí thư kể từ năm 1976 tới nay.
Ngày 16 tháng 5 năm 2024, tại Hội nghị Trung ương 9 khóa XIII, Ban chấp hành Trung ương Đảng đồng ý cho bà Trương Thị Mai thôi Ủy viên Bộ Chính trị, thôi Ủy viên Trung ương Đảng và nghỉ công tác.

## Kỷ luật do sai phạm
Ngày 13 tháng 12 năm 2024, sau khi xem xét đề nghị của Uỷ ban Kiểm tra Trung ương, Bộ Chính trị nhận thấy: bà Trương Thị Mai trong thời gian giữ cương vị Ủy viên Bộ Chính trị, Bí thư Trung ương Đảng, Trưởng Ban Dân vận Trung ương, đã vi phạm quy định của Đảng, Nhà nước trong thực hiện chức trách, nhiệm vụ được giao; vi phạm quy định về kiểm soát quyền lực trong công tác cán bộ, quy định những điều đảng viên không được làm và trách nhiệm nêu gương; gây hậu quả nghiêm trọng, ảnh hưởng đến uy tín của Đảng và Nhà nước.
Căn cứ nội dung, tính chất, mức độ, hậu quả, nguyên nhân vi phạm của các đảng viên nêu trên, theo quy định của Đảng về kỷ luật đảng viên vi phạm, Bộ Chính trị quyết định thi hành kỷ luật bằng hình thức khiển trách đối với bà Trương Thị Mai.